# پیتر دل وچو
پیتر دل وچو (انگلیسی: Peter Del Vecho؛ زادهٔ ۶ آوریل ۱۹۵۸)، یک تهیه‌کننده فیلم اهل ایالات متحده آمریکا در استودیو انیمیشن والت دیزنی میباشد.